# Silanión

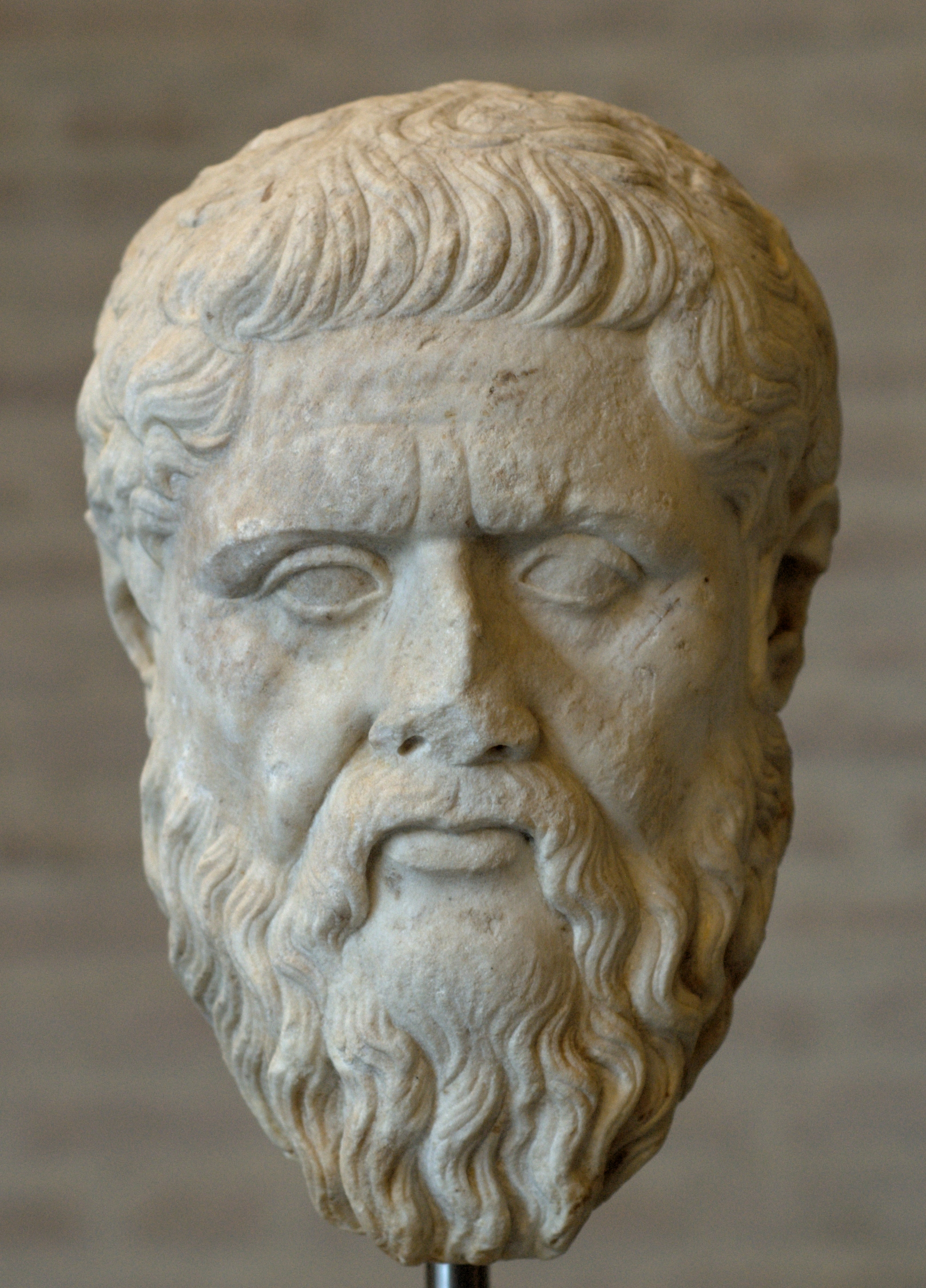
Retrato de Platón, copia de la obra de Silanión, Gliptoteca de Múnich.

Silanión (en griego antiguo: Σιλανίων) fue un escultor griego del clasicismo tardío, contemporáneo de Lisipo y especializado en bronce. Famoso por sus retratos, representó especialmente a Platón, a la poetisa Safo y al púgil Sátiro.

## Biografía
Se sabe muy poco sobre su vida. Plinio el Viejo sitúa su apogeo en la 113ª Olimpiada, es decir, en el 328-325 a. C., al mismo tiempo que el de Lisipo. No tuvo maestro, pero sabemos de un discípulo, Zeuxiades. Fue autor de un tratado sobre la (symmetriæ).

## Obras
Sátiro obra original de Silanión, Museo Arqueológico Nacional de Atenas (MNA 6439).
Los autores antiguos le atribuyen retratos imaginarios, de héroes o personajes históricos, pero de la época arcaica:
- un Aquiles;[3]
- un Teseo en Atenas;[4]
- una Yocasta moribunda en bronce;[5]
- una Safo, primero en Siracusa, luego llevada a Roma por Verres y descrita por Cicerón como «tan perfecta, tan elegante, tan trabajada»,[6] vista por Taciano en Constantinopla;[7]
- una Corina, poetisa del siglo II a. C., también vista en Constantinopla.[7]

Silanion también realizó retratos de contemporáneos: Platón  y el escultor Apolodoro, apodado «el loco», autor de estatuas de filósofos. Este último es uno de los discípulos de Sócrates, Apolodoro de Falero, que según Platón era apodado «El loco». Pausanias menciona también tres estatuas de atletas en Olimpia: una de Sátiro de Elea, de la familia yámida, doble vencedor olímpico en pugilato, una de Telestas de Mesene, doble vencedor en pugilato entre los jóvenes  y una de Damareto de Mesene, vencedor en pentatlón.
Silanión era famoso en la antigüedad por su capacidad para retratar los sentimientos. Plutarco afirma que añadió «un poco de plata al rostro de la moribunda Yocasta»  para que el bronce expresara su carne debilitada. Afirma que en su retrato de Apolodoro, apodado «el loco", hizo "«en bronce no un hombre, sino la ira misma»».
Algunas de sus obras han sido reconocidas en estatuas supervivientes. La atribución más sólida se refiere a su retrato de Platón, del que Diógenes Laercio escribe: «en el primer libro de los Memorabilia de Favorino, se relata que el persa Mitrídates dedicó una estatua de Platón a la Academia» e inscribió en ella: «Mitrídates, hijo de Rodobates, de Persia, dedicó a las Musas una efigie de Platón que hizo Silanión». Esta mención se ha relacionado con un retrato de Platón conocido por más de veinte ejemplares, el mejor de los cuales, conservado en la Gliptoteca de Múnich, lleva explícitamente el nombre del filósofo. No se conoce la fecha exacta de la ofrenda, pero en general se cree que es póstuma a Platón, quien, de acuerdo con la teoría de las ideas, habría rechazado un retrato suyo en vida.
Su retrato de Sátiro se reconoce generalmente en una cabeza de bronce de tamaño natural en el Museo Arqueológico de Atenas. La obra fue descubierta en 1880 al norte del pritaneo de Olimpia, separada del cuerpo. Representa a un hombre cuya nariz aplastada y orejas de coliflor indican que es un boxeador. Lleva una corona de olivo, la recompensa para los ganadores de los eventos deportivos. La cara se caracteriza por una frente amplia, mejillas caídas, una barbilla que se proyecta hacia delante, ojos hundidos y cejas marcadas que se extienden hacia fuera. Es el retrato de un hombre cansado de luchar, que muestra su edad, y cuya boca entreabierta y barba y pelo desgreñados parecen mostrar que acaba de terminar una competición. La representación de los rasgos del púgil es muy cercana a la del tipo Sócrates, lo que explica la identificación con Sátiro. Sin embargo, la atribución a Silanión ha sido discutida por motivos cronológicos: la cabeza se ha datado a mediados del siglo V a. C. por motivos estilísticos, mientras que las victorias olímpicas de Satyros datan probablemente del 332 a. C. y 328 a. C.
El retrato del escultor Apolodoro ha sido reconocido en una cabeza de mármol del Museo Arqueológico Nacional de Nápoles, procedente de la Villa de los Pisones de Herculano, por su gran parecido con el Boxeador de Olimpia. Esta hipótesis no es unánimemente aceptada2. Se ha establecido un vínculo entre el retrato de Corina y una estatuilla del Museo Antoine-Vivenel de Compiègne con la inscripción «Korinna»: la estatuilla sería una copia a tamaño reducido de la obra de Silanión. Esta identificación ha sido puesta en entredicho, ya que la obra, de calidad mediocre, no atestigua la mano de un gran escultor. Además, la cabeza no pertenece al cuerpo.
El retrato de Safo ha sido reconocido en un busto de bronce en Nápoles, procedente de la Villa de los Pisones en Herculano. La estatua que él copia solo presenta un manto, lo que es inusual para una mujer y tal vez pretendía reflejar su condición especial de poetisa; sin embargo, este tipo de razonamiento es más plausible en el periodo romano, que es la datación más comúnmente aceptada para este busto. También se ha reconocido a la Safo de Silanión en la Artemisa del Pireo, por comparación con un busto inscrito de Safo en el Getty Center, pero este último resultó ser una falsificación.